# (16433) 1988 VX2
1988 في أكس 2 (ويعرف أيضًا باسم (16433) 1988 في أكس 2 وفق تسمية الكوكب الصغير) (بالإنجليزية: 1988 VX2)‏ هو كويكب ضمن حزام الكويكبات؛ وترتيبه 16433 من حيث الاكتشاف.
اكتُشف هذا الجُرم الفلكي بواسطة هيروشي كانيدا في 8 نوفمبر 1988.

## وصلات خارجية
- (16433) 1988 VX2 في قاعدة بيانات مختبر الدفع النفاث لأجرام النظام الشمسي الصغيرة

- الاكتشاف · مخطط المدار ·  العناصر المدارية · المعلمات المادية

- (16433) 1988 VX2 على موقع ويكي سكاي: DSS2, SDSS, GALEX, IRAS, Hydrogen α, X-Ray, Astrophoto, Sky Map, Articles and images